# Новая Тушка
Новая Тушка — деревня в Малмыжском районе Кировской области в составе Старотушкинского сельского поселения. 

## География
Находится в правобережной части района на расстоянии примерно 26 километров по прямой на северо-запад от районного центра города Малмыж.

## История
Известна с 1873 года, когда здесь было учтено дворов 22 и жителей 210, в 1905 — 95 и 570, в 1926 — 81 и 441 соответственно. В 1950 году было 107 дворов и 314 жителей. В 1989 году учтён 131 житель. 

## Население
Постоянное население составляло 122 человек (русские 31%, мари 48%) в 2002 году, 110 в 2010.